# Liste des joueurs du Royal Excel Mouscron
Cette liste reprend les 271 joueurs de football qui ont évolué au Royal Excel Mouscron depuis la fondation du club. ATTENTION!! Cette liste ne reprend QUE les joueurs du Royal Excel Mouscron, anciennement Royal Mouscron-Péruwelz et Royal Racing Club Péruwelz, club porteur du matricule 216. Les joueurs du Royal Excelsior Mouscron, club porteur du matricule 224 disparu en 2010 NE peuvent PAS être ajoutés à cette liste s'ils n'ont pas joué dans les deux clubs mais à la liste des joueurs de l'Excelsior Mouscron.
Date de mise à jour des joueurs : 25 septembre 2018 et de leurs statistiques : 30 juin 2018
- Haut – A
- B
- C
- D
- E
- F
- G
- H
- I
- J
- K
- L
- M
- N
- O
- P
- Q
- R
- S
- T
- U
- V
- W
- X
- Y
- Z

## A
| Joueur              | Nationalité | Position          | Date de naissance | Période(s)           | Matches (dont D1) | Buts | Jaunes | Rouges |
| ------------------- | ----------- | ----------------- | ----------------- | -------------------- | ----------------- | ---- | ------ | ------ |
| Melvin Adrien       | Madagascar  | Gardien de but    | 30/08/1993        | 2014-2015            | 0 (0)             | 0    | 0      | 0      |
| Mohamed Aidara      | Sénégal     | Milieu de terrain | 24/12/1989        | 2017-...             | 21 (20)           | 0    | 1      | 0      |
| Nikola Aksentijević | Serbie      | Défenseur         | 9/03/1993         | 2015-2016            | 21 (19)           | 1    | 1      | 0      |
| Sébastien Alliotte  | Belgique    | Attaquant         | 21/02/1980        | 2009-2010, 2011-2014 | 104 (0)           | 28   | 21     | 1      |
| Sanaa Altama        | Tchad       | Milieu de terrain | 23/07/1990        | 2013-2014            | 15 (0)            | 1    | 2      | 1      |
| Selim Amallah       | Belgique    | Milieu de terrain | 15/11/1996        | 2015-2016, 2017-...  | 34 (32)           | 8    | 9      | 2      |
| Yoann Andreu        | France      | Défenseur         | 3/05/1989         | 2012-2013            | 22 (0)            | 0    | 7      | 0      |
| Faed Arsène         | Madagascar  | Attaquant         | 21/06/1985        | 2011-2013            | 29 (0)            | 14   | 4      | 0      |
| Dino Arslanagić     | Belgique    | Défenseur         | 24/04/1993        | 2017                 | 18 (18)           | 1    | 2      | 0      |
| Taiwo Awoniyi       | Nigeria     | Attaquant         | 12/08/1997        | 2017-2018            | 31 (29)           | 11   | 4      | 1      |

## B
| Joueur                      | Nationalité                      | Position          | Date de naissance | Période(s) | Matches (dont D1) | Buts | Jaunes | Rouges |
| --------------------------- | -------------------------------- | ----------------- | ----------------- | ---------- | ----------------- | ---- | ------ | ------ |
| Anice Badri                 | Tunisie                          | Attaquant         | 18/09/1990        | 2012-2016  | 111 (74)          | 22   | 9      | 0      |
| Maksym Bah                  | Belgique                         | Attaquant         | 14/07/1997        | 2015-2016  | 0 (0)             | 0    | 0      | 0      |
| Logan Bailly                | Belgique                         | Gardien de but    | 27/12/1985        | 2017-2018  | 20 (19)           | 0    | 2      | 0      |
| Marko Bakić                 | Monténégro                       | Milieu de terrain | 1/11/1993         | 2018-...   | 0 (0)             | 0    | 0      | 0      |
| Damien Bauffe               | Belgique                         | Milieu de terrain | 27/02/1977        | 2004-2006  | 40 (0)            | 1    | 9      | 0      |
| Abdenor Bel-Khaci           | Belgique                         | ?                 | 18/05/1986        | 2009-2010  | 0 (0)             | 0    | 0      | 0      |
| Steve Benin                 | Belgique                         | ?                 | 30/09/1989        | 2009-2010  | 3 (0)             | 0    | 0      | 0      |
| Manuel Benson               | Belgique                         | Milieu de terrain | 28/03/1997        | 2018-...   | 0 (0)             | 0    | 0      | 0      |
| Omar Benzerga               | France                           | Milieu de terrain | 13/03/1990        | 2013-2014  | 0 (0)             | 0    | 0      | 0      |
| Florian Berton              | Belgique                         | Attaquant         | 12/06/1990        | 2008-2010  | 22 (0)            | 0    | 3      | 1      |
| Sylvain Berton              | Belgique                         | Milieu de terrain | 8/04/1988         | 2010-2011  | 12 (0)            | 1    | 1      | 0      |
| Cédric Bétrémieux           | France                           | Attaquant         | 14/05/1982        | 2010-2011  | 12 (0)            | 4    | 1      | 0      |
| Farid Bihhi                 | France                           | Milieu de terrain | 17/02/1979        | 2008-2009  | 10 (0)            | 0    | 1      | 0      |
| Matthijs Blancke            | Belgique                         | ?                 | 27/08/1987        | 2010-2011  | 29 (0)            | 3    | 4      | 0      |
| Kévin Boli                  | France                           | Défenseur         | 21/06/1991        | 2013-2015  | 46 (17)           | 0    | 7      | 1      |
| Jonathan Bolingi            | République démocratique du Congo | Attaquant         | 30/06/1994        | 2017-2018  | 27 (26)           | 5    | 4      | 0      |
| François Bouillez           | Belgique                         | ?                 | 16/07/1982        | 2004-2005  | 0 (0)             | 0    | 0      | 0      |
| Yacine Mohamed Boulmenakher | Belgique                         | ?                 | 1/08/1985         | 2009-2010  | 24 (0)            | 0    | 2      | 0      |
| Yahya Boumedienne           | Belgique                         | Attaquant         | 23/05/1990        | 2015       | 7 (6)             | 0    | 0      | 0      |
| David Bourlard              | Belgique                         | ?                 | 27/05/1979        | 2004-2009  | 123 (0)           | 8    | 22     | 2      |
| Anthony Bova                | France                           | Attaquant         | 7/03/1990         | 2012-2014  | 20 (0)            | 7    | 5      | 1      |
| Frank Boya                  | Cameroun                         | Milieu de terrain | 1/07/1996         | 2017-...   | 5 (5)             | 0    | 1      | 0      |
| Karl Brandl                 | Belgique                         | Milieu de terrain | 7/01/1991         | 2009-2012  | 27 (0)            | 2    | 2      | 0      |
| Geoffrey Brion              | Belgique                         | ?                 | 25/11/1972        | 2004-2009  | 70 (0)            | 0    | 1      | 1      |
| David Broccolicchi          | Belgique                         | Attaquant         | 15/05/1985        | 2010-2012  | 40 (0)            | 9    | 2      | 1      |
| Yohan Brouckaert            | Belgique                         | Milieu de terrain | 30/10/1987        | 2014       | 14 (3)            | 3    | 5      | 0      |
| Freddy Bula                 | République démocratique du Congo | Attaquant         | 15/05/1977        | 2004-2009  | 122 (0)           | 51   | 11     | 0      |
| Jean Butez                  | France                           | Gardien de but    | 8/06/1995         | 2017-...   | 11 (10)           | 0    | 0      | 1      |

## C
| Joueur                   | Nationalité        | Position          | Date de naissance | Période(s) | Matches (dont D1) | Buts | Jaunes | Rouges |
| ------------------------ | ------------------ | ----------------- | ----------------- | ---------- | ----------------- | ---- | ------ | ------ |
| Dimitri Cabaraux         | Belgique           | Défenseur         | 18/01/1973        | 2004-2006  | 16 (0)            | 0    | 2      | 1      |
| Murat Cal                | Belgique           | ?                 | 26/04/1984        | 2004-2005  | 7 (0)             | 0    | 0      | 0      |
| Jérôme Carlier           | Belgique           | ?                 | 11/10/1972        | 2004-2005  | 13 (0)            | 2    | 2      | 0      |
| Jean-Charles Castelletto | France             | Défenseur         | 26/01/1995        | 2016       | 10 (10)           | 0    | 1      | 0      |
| Agustín Cedrés           | Uruguay            | Milieu de terrain | 28/05/1998        | 2016-2017  | 2 (2)             | 0    | 0      | 0      |
| Timothée Champlain       | France             | Attaquant         | 7/09/1980         | 2009-2010  | 13 (0)            | 1    | 1      | 0      |
| Yohan Charlot            | France             | Milieu de terrain | 2/08/1978         | 2007-2008  | 7 (0)             | 0    | 1      | 0      |
| Benjamin Chevalier       | Belgique           | ?                 | 6/05/1986         | 2005-2006  | 0 (0)             | 0    | 0      | 0      |
| Alexandre Coeff          | France             | Milieu de terrain | 20/02/1992        | 2015       | 5 (5)             | 0    | 0      | 0      |
| Maxime Cohen             | Belgique           | ?                 | 6/02/1989         | 2008-2009  | 0 (0)             | 0    | 0      | 0      |
| Roy Contout              | France             | Attaquant         | 11/02/1985        | 2014-2015  | 15 (15)           | 0    | 3      | 0      |
| Elimane Coulibaly        | Sénégal            | Attaquant         | 15/03/1980        | 2016       | 9 (9)             | 1    | 0      | 1      |
| Pierrick Cros            | France             | Gardien de but    | 23/06/1991        | 2014-2015  | 22 (22)           | 0    | 3      | 0      |
| Frédéric Curci           | Belgique           | ?                 | 10/09/1981        | 2009-2010  | 16 (0)            | 2    | 2      | 0      |
| Adnan Čustović           | Bosnie-Herzégovine | Attaquant         | 16/04/1978        | 2011-2012  | 10 (0)            | 5    | 1      | 0      |

## D
| Joueur                    | Nationalité | Position          | Date de naissance | Période(s)           | Matches (dont D1) | Buts | Jaunes | Rouges |
| ------------------------- | ----------- | ----------------- | ----------------- | -------------------- | ----------------- | ---- | ------ | ------ |
| Vagner da Silva           | Brésil      | Gardien de but    | 6/06/1986         | 2015-2016            | 37 (36)           | 0    | 3      | 0      |
| Cédric Dalle              | Belgique    | ?                 | 29/11/1986        | 2010-2012            | 11 (0)            | 1    | 0      | 0      |
| Aleksa Damjanac           | Serbie      | Défenseur         | 20/10/1998        | 2018-...             | 0 (0)             | 0    | 0      | 0      |
| Emir Dautović             | Slovénie    | Défenseur         | 5/02/1995         | 2015                 | 3 (2)             | 0    | 0      | 0      |
| Olivier De Castro         | France      | Milieu de terrain | 6/12/1981         | 2008-2009            | 26 (0)            | 0    | 6      | 2      |
| Nathan de Medina          | Belgique    | Défenseur         | 8/10/1997         | 2017-...             | 19 (18)           | 2    | 3      | 1      |
| Niels De Meulemeester     | Belgique    | Gardien de but    | 10/06/1989        | 2009-2012            | 8 (0)             | 0    | 0      | 0      |
| Patrick De Vlamynck       | Belgique    | Gardien de but    | 1/10/1977         | 2006-2009, 2011-2015 | 91 (9)            | 0    | 1      | 1      |
| Noam Debaisieux           | Belgique    | Milieu de terrain | 15/12/1999        | 2017-...             | 14 (14)           | 0    | 2      | 0      |
| Quentin Deboschere        | Belgique    | Gardien de but    | 30/10/1996        | 2014-2015            | 0 (0)             | 0    | 0      | 0      |
| Théo Defourny             | Belgique    | Gardien de but    | 25/04/1992        | 2015-2017            | 10 (6)            | 0    | 1      | 0      |
| Matej Delač               | Croatie     | Gardien de but    | 20/08/1992        | 2016-2017            | 28 (28)           | 0    | 3      | 0      |
| Benjamin Delacourt        | France      | Défenseur         | 10/09/1985        | 2011-2015            | 110 (24)          | 12   | 19     | 4      |
| Aurélien Delcourt         | Belgique    | Défenseur         | 17/03/1993        | 2010-2012            | 5 (0)             | 0    | 0      | 0      |
| Jean-Marie Delcroix       | Belgique    | ?                 | 12/05/1983        | 2004-2005            | 0 (0)             | 0    | 0      | 0      |
| Samuel Delouis            | Belgique    | ?                 | 1/08/1981         | 2004-2005            | 15 (0)            | 1    | 2      | 0      |
| Muhammed Demirci          | Turquie     | Milieu de terrain | 3/01/1995         | 2015                 | 0 (0)             | 0    | 0      | 0      |
| Thomas Demol              | Belgique    | Milieu de terrain | 11/05/1998        | 2017-2018            | 1 (1)             | 0    | 0      | 0      |
| Laurent Depoitre          | Belgique    | Attaquant         | 7/12/1988         | 2007-2009            | 43 (0)            | 16   | 4      | 0      |
| Jacques Depreter          | Belgique    | ?                 | 12/06/1971        | 2004-2005            | 11 (0)            | 0    | 0      | 0      |
| Lucas Desmenez            | Belgique    | ?                 | 19/04/1988        | 2007-2008            | 0 (0)             | 0    | 0      | 0      |
| Rémy Desse                | Belgique    | ?                 | 21/10/1970        | 2004-2005            | 25 (0)            | 3    | 5      | 0      |
| Sven Dhoest               | Belgique    | Gardien de but    | 9/04/1994         | 2014-2015            | 0 (0)             | 0    | 0      | 0      |
| Abdoulaye Diaby           | Mali        | Attaquant         | 21/05/1991        | 2013-2014            | 37 (21)           | 15   | 5      | 0      |
| Christophe Diedhiou       | Sénégal     | Défenseur         | 8/01/1988         | 2017-...             | 15 (15)           | 1    | 2      | 1      |
| Simon Diédhiou            | Sénégal     | Attaquant         | 10/07/1991        | 2016-2017            | 37 (35)           | 6    | 5      | 0      |
| Tristan Dingomé           | France      | Milieu de terrain | 17/02/1991        | 2014-2016            | 53 (50)           | 3    | 11     | 0      |
| Babacar Dione             | Belgique    | Attaquant         | 22/03/1997        | 2017-...             | 2 (2)             | 0    | 0      | 0      |
| Samuel Dog                | France      | Milieu de terrain | 13/02/1985        | 2011-2014            | 57 (0)            | 0    | 10     | 2      |
| Jugurtha Domrane          | France      | Défenseur         | 13/07/1989        | 2012-2013            | 17 (0)            | 2    | 1      | 1      |
| Glauber Dos Santos Rubini | Brésil      | Attaquant         | 13/11/1981        | 2009-2010            | 1 (0)             | 0    | 0      | 0      |
| Christophe Douchez        | Belgique    | ?                 | 3/07/1980         | 2005-2006            | 8 (0)             | 1    | 0      | 0      |
| Cédric Dubois             | Belgique    | ?                 | 21/06/1980        | 2004-2005            | 2 (0)             | 0    | 0      | 0      |
| Jérémy Dumesnil           | France      | Gardien de but    | 22/06/1986        | 2014-2015            | 0 (0)             | 0    | 0      | 0      |
| Noë Dussenne              | Belgique    | Défenseur         | 7/04/1992         | 2015-2016, 2018-...  | 41 (38)           | 6    | 11     | 1      |

## E
| Joueur        | Nationalité | Position          | Date de naissance | Période(s) | Matches (dont D1) | Buts | Jaunes | Rouges |
| ------------- | ----------- | ----------------- | ----------------- | ---------- | ----------------- | ---- | ------ | ------ |
| Mike Erny     | Belgique    | ?                 | 30/09/1991        | 2009-2010  | 1 (0)             | 0    | 0      | 0      |
| Karim Essikal | Maroc       | Milieu de terrain | 8/02/1996         | 2016-2017  | 8 (7)             | 0    | 1      | 0      |

## F
| Joueur              | Nationalité                      | Position          | Date de naissance | Période(s) | Matches (dont D1) | Buts | Jaunes | Rouges |
| ------------------- | -------------------------------- | ----------------- | ----------------- | ---------- | ----------------- | ---- | ------ | ------ |
| Kieran Othman Félix | France                           | Défenseur         | 9/08/1990         | 2009-2012  | 65 (0)            | 10   | 6      | 0      |
| Roman Ferber        | Belgique                         | Attaquant         | 29/05/1993        | 2016-2017  | 8 (7)             | 1    | 1      | 0      |
| Islam Feruz         | Écosse                           | Attaquant         | 10/09/1995        | 2016       | 8 (7)             | 0    | 0      | 0      |
| Rudy Février        | Belgique                         | ?                 | 22/11/1990        | 2009-2010  | 6 (0)             | 0    | 0      | 0      |
| Mathieu Foulon      | Belgique                         | Gardien de but    | 16/01/1990        | 2009-2010  | 0 (0)             | 0    | 0      | 0      |
| Anthony Fori        | France                           | Milieu de terrain | 14/05/1988        | 2012-2013  | 16 (0)            | 0    | 0      | 1      |
| Frédéric François   | Belgique                         | ?                 | 30/03/1974        | 2004-2005  | 23 (0)            | 2    | 4      | 0      |
| Sébastien Fuakuingi | République démocratique du Congo | Gardien de but    | 22/07/1999        | 2017-2018  | 0 (0)             | 0    | 0      | 0      |

## G
| Joueur             | Nationalité        | Position          | Date de naissance | Période(s) | Matches (dont D1) | Buts | Jaunes | Rouges |
| ------------------ | ------------------ | ----------------- | ----------------- | ---------- | ----------------- | ---- | ------ | ------ |
| Geórgios Galítsios | Grèce              | Défenseur         | 6/07/1986         | 2018-...   | 9 (9)             | 0    | 2      | 0      |
| Damien Gallucci    | Belgique           | Milieu de terrain | 2/02/1986         | 2006-2009  | 75 (0)            | 9    | 6      | 0      |
| Zinho Gano         | Belgique           | Attaquant         | 13/10/1993        | 2014-2015  | 11 (11)           | 0    | 0      | 0      |
| Gilles Garrevoet   | Belgique           | Attaquant         | 23/12/1994        | 2012-2013  | 0 (0)             | 0    | 0      | 0      |
| Pierre Gevaert     | Belgique           | Défenseur         | 8/03/1993         | 2011-2012  | 6 (0)             | 0    | 0      | 0      |
| Stéphane Globez    | Belgique           | ?                 | 13/07/1973        | 2004-2007  | 60 (0)            | 2    | 5      | 1      |
| Harlem Gnohéré     | France             | Attaquant         | 21/02/1988        | 2013-2014  | 10 (0)            | 5    | 1      | 0      |
| Bruno Godeau       | Belgique           | Défenseur         | 10/05/1992        | 2017-...   | 28 (26)           | 1    | 5      | 0      |
| Olivier Gossuin    | Belgique           | ?                 | 15/05/1973        | 2004-2005  | 15 (0)            | 1    | 1      | 1      |
| Omar Govea         | Mexique            | Milieu de terrain | 18/01/1996        | 2017-2018  | 33 (33)           | 4    | 7      | 1      |
| Adriano Greco      | Belgique           | Attaquant         | 13/09/1984        | 2010-2011  | 1 (0)             | 0    | 0      | 0      |
| Andreas Granskov   | Danemark           | Attaquant         | 5/03/1989         | 2012-2013  | 0 (0)             | 0    | 0      | 0      |
| Daniel Graovac     | Bosnie-Herzégovine | Défenseur         | 8/08/1993         | 2016       | 2 (2)             | 0    | 1      | 0      |
| Ayhan Güçlü        | Turquie            | Attaquant         | 28/03/1990        | 2011–2012  | 0 (0)             | 0    | 0      | 0      |
| Geoffrey Guihal    | Belgique           | ?                 | 5/02/1987         | 2006-2007  | 0 (0)             | 0    | 0      | 0      |
| Olivier Guilmot    | Belgique           | Défenseur         | 12/07/1979        | 2010-2013  | 54 (0)            | 0    | 2      | 0      |
| Nikola Gulan       | Serbie             | Défenseur         | 23/03/1989        | 2015-...   | 53 (50)           | 0    | 5      | 0      |

## H
| Joueur                | Nationalité | Position          | Date de naissance | Période(s)           | Matches (dont D1) | Buts | Jaunes | Rouges |
| --------------------- | ----------- | ----------------- | ----------------- | -------------------- | ----------------- | ---- | ------ | ------ |
| Mahmoud Hassan        | Égypte      | Attaquant         | 1/10/1994         | 2016-2017            | 28 (26)           | 7    | 1      | 1      |
| Jean-Philippe Hinnens | Belgique    | ?                 | 29/04/1973        | 2004-2005            | 7 (0)             | 0    | 1      | 0      |
| Loïc Honorez          | Belgique    | ?                 | 28/01/1985        | 2006-2011            | 33 (0)            | 3    | 2      | 1      |
| Cédric Hot            | Belgique    | ?                 | 5/09/1985         | 2004-2006            | 7 (0)             | 1    | 0      | 0      |
| Jérémy Houzé          | Belgique    | Milieu de terrain | 22/10/1996        | 2013-2016            | 4 (1)             | 0    | 1      | 0      |
| David Hubert          | Belgique    | Milieu de terrain | 12/02/1988        | 2015-2017            | 60 (56)           | 5    | 15     | 0      |
| Lauden Hugelier       | Belgique    | Milieu de terrain | 26/01/1990        | 2009-2012            | 55 (0)            | 15   | 7      | 0      |
| Jérémy Huyghebaert    | Belgique    | Défenseur         | 7/01/1989         | 2012-2014, 2016-2018 | 106 (60)          | 2    | 16     | 2      |

## J
| Joueur          | Nationalité | Position          | Date de naissance | Période(s) | Matches (dont D1) | Buts | Jaunes | Rouges |
| --------------- | ----------- | ----------------- | ----------------- | ---------- | ----------------- | ---- | ------ | ------ |
| Antonio Jakoliš | Croatie     | Attaquant         | 28/02/1992        | 2013-2014  | 12 (0)            | 2    | 0      | 1      |
| Marin Jakolis   | Croatie     | Attaquant         | 26/12/1996        | 2013-2015  | 13 (11)           | 1    | 1      | 0      |
| Julian Jeanvier | France      | Défenseur         | 31/03/1992        | 2014-2015  | 15 (15)           | 0    | 3      | 0      |
| Mario Jelavić   | Croatie     | Attaquant         | 20/08/1993        | 2018       | 7 (7)             | 1    | 0      | 0      |
| Éric Joly       | France      | Milieu de terrain | 6/10/1972         | 2006-2009  | 48 (0)            | 5    | 7      | 0      |
| Artur Jorge     | Portugal    | Défenseur         | 14/08/1994        | 2017       | 0 (0)             | 0    | 0      | 0      |

## K
| Joueur              | Nationalité        | Position          | Date de naissance | Période(s) | Matches (dont D1) | Buts | Jaunes | Rouges |
| ------------------- | ------------------ | ----------------- | ----------------- | ---------- | ----------------- | ---- | ------ | ------ |
| Nathan Kabasele     | Belgique           | Attaquant         | 14/01/1994        | 2017       | 15 (15)           | 3    | 0      | 0      |
| Hervé Kalenga       | Belgique           | ?                 | 17/11/1982        | 2009-2010  | 31 (0)            | 0    | 1      | 0      |
| Joël Kalonji        | Belgique           | Milieu de terrain | 4/01/1998         | 2018-...   | 0 (0)             | 0    | 0      | 0      |
| Alpha Kané          | Belgique           | Défenseur         | 29/11/1989        | 2010-2014  | 41 (0)            | 1    | 5      | 0      |
| Alexandros Katranis | Grèce              | Défenseur         | 4/05/1998         | 2018-...   | 0 (0)             | 0    | 0      | 0      |
| Seïd Khiter         | France             | Milieu de terrain | 19/01/1985        | 2012-2014  | 58 (0)            | 19   | 0      | 0      |
| Viktor Klonaridis   | Belgique           | Attaquant         | 28/07/1992        | 2012-2013  | 7 (0)             | 2    | 0      | 0      |
| Corentin Koçur      | Belgique           | Milieu de terrain | 17/10/1995        | 2014-2016  | 8 (8)             | 0    | 0      | 0      |
| Mićo Kuzmanović     | Bosnie-Herzégovine | Attaquant         | 18/03/1996        | 2018-...   | 0 (0)             | 0    | 0      | 0      |

## L
| Joueur                | Nationalité                      | Position          | Date de naissance | Période(s) | Matches (dont D1) | Buts | Jaunes | Rouges |
| --------------------- | -------------------------------- | ----------------- | ----------------- | ---------- | ----------------- | ---- | ------ | ------ |
| Yannick Lacam         | France                           | Attaquant         | 1/12/1983         | 2009-2010  | 15 (0)            | 8    | 0      | 0      |
| Steeven Langil        | France                           | Milieu de terrain | 4/03/1988         | 2014-2015  | 21 (21)           | 1    | 5      | 0      |
| Xavier Le Guillou     | Belgique                         | ?                 | 21/12/1984        | 2004-2005  | 2 (0)             | 0    | 0      | 0      |
| Jérôme Leblois        | Belgique                         | Défenseur         | 9/12/1974         | 2005-2010  | 111 (0)           | 1    | 14     | 4      |
| Sandy Lechantre       | Belgique                         | Milieu de terrain | 15/06/1985        | 2006-2007  | 4 (0)             | 0    | 0      | 0      |
| Kevin Lefranc         | Belgique                         | Attaquant         | 1/03/1986         | 2006-2007  | 8 (0)             | 0    | 1      | 0      |
| Thomas Lelong         | Belgique                         | ?                 | 27/05/1989        | 2008-2009  | 0 (0)             | 0    | 0      | 0      |
| Mbaye Leye            | Sénégal                          | Attaquant         | 1/12/1982         | 2018-...   | 0 (0)             | 0    | 0      | 0      |
| Jérémy Libberecht     | Belgique                         | Milieu de terrain | 22/02/1995        | 2013-2014  | 0 (0)             | 0    | 0      | 0      |
| Clément Libertiaux    | Belgique                         | Gardien de but    | 21/02/1998        | 2017-...   | 1 (1)             | 0    | 0      | 0      |
| Michaël Llopis-Iborra | Belgique                         | ?                 | 14/01/1982        | 2010-2011  | 1 (0)             | 0    | 0      | 0      |
| Sébastien Locigno     | Belgique                         | Défenseur         | 2/03/1995         | 2017-...   | 11 (10)           | 0    | 3      | 0      |
| Joyce Lomalisa        | République démocratique du Congo | Défenseur         | 18/06/1993        | 2017-...   | 7 (6)             | 0    | 2      | 0      |
| Corrado Longlez       | Belgique                         | ?                 | 8/02/1988         | 2009-2010  | 4 (0)             | 0    | 0      | 0      |
| Luka Luković          | Serbie                           | Milieu de terrain | 16/10/1996        | 2018-...   | 0 (0)             | 0    | 0      | 0      |

## M
| Joueur                | Nationalité                      | Position          | Date de naissance | Période(s)           | Matches (dont D1) | Buts | Jaunes | Rouges |
| --------------------- | -------------------------------- | ----------------- | ----------------- | -------------------- | ----------------- | ---- | ------ | ------ |
| Frédéric Maciel       | France                           | Attaquant         | 15/03/1994        | 2015-2016            | 17 (15)           | 0    | 2      | 0      |
| José Mafrici          | Belgique                         | ?                 | 4/05/1975         | 2004-2007            | 81 (0)            | 12   | 13     | 1      |
| Cristian Manea        | Roumanie                         | Défenseur         | 9/08/1997         | 2015-2017            | 17 (14)           | 0    | 1      | 0      |
| Singa Manzangala      | République démocratique du Congo | Attaquant         | 1/08/1981         | 2006-2009            | 83 (0)            | 33   | 5      | 0      |
| Ofir Marciano         | Israël                           | Gardien de but    | 17/10/1989        | 2015-2016            | 6 (6)             | 0    | 0      | 0      |
| Régis Mariage         | Belgique                         | ?                 | 26/01/1973        | 2004-2005            | 24 (0)            | 1    | 4      | 1      |
| Jesús Marimón         | Colombie                         | Milieu de terrain | 9/09/1998         | 2018-...             | 0 (0)             | 0    | 0      | 0      |
| Filip Marković        | Serbie                           | Milieu de terrain | 3/03/1992         | 2015-2017            | 62 (59)           | 11   | 12     | 0      |
| François Marquet      | Belgique                         | Milieu de terrain | 17/04/1995        | 2015-2016            | 29 (26)           | 1    | 4      | 0      |
| Tozé Marreco          | Portugal                         | Attaquant         | 25/07/1987        | 2015                 | 8 (7)             | 2    | 0      | 0      |
| Vincent Martin        | Belgique                         | ?                 | 29/04/1980        | 2008-2010            | 42 (0)            | 0    | 3      | 0      |
| Vincent Martin        | Belgique                         | ?                 | 19/11/1991        | 2010-2011            | 1 (0)             | 0    | 0      | 0      |
| Cédric Martin-Lorite  | Belgique                         | Défenseur         | 17/11/1985        | 2006-2013            | 115 (0)           | 4    | 25     | 1      |
| Loïc Martins          | Belgique                         | Milieu de terrain | 10/09/1986        | 2010-2011            | 24 (0)            | 2    | 1      | 1      |
| Geoffrey Mativa       | Belgique                         | ?                 | 24/08/1984        | 2004-2005            | 0 (0)             | 0    | 0      | 0      |
| Deivydas Matulevičius | Lituanie                         | Attaquant         | 8/04/1989         | 2015-2017            | 16 (16)           | 4    | 3      | 0      |
| Jarosław Mazurkiewicz | Pologne                          | Milieu de terrain | 13/11/1979        | 2007-2008            | 18 (0)            | 0    | 2      | 0      |
| Nolan Mbemba          | France                           | Milieu de terrain | 19/02/1995        | 2014-2015            | 11 (11)           | 0    | 1      | 0      |
| Yannis Mbombo         | Belgique                         | Attaquant         | 8/04/1994         | 2017-...             | 17 (15)           | 2    | 2      | 0      |
| Stijn Meert           | Belgique                         | Milieu de terrain | 6/04/1978         | 2011-2012            | 21 (0)            | 3    | 5      | 0      |
| Boualem Merrir        | France                           | Milieu de terrain | 4/09/1976         | 2008-2009            | 24 (0)            | 16   | 12     | 1      |
| Cédric Meurisse       | Belgique                         | ?                 | 25/01/1984        | 2004-2009            | 30 (0)            | 0    | 2      | 0      |
| Teddy Mézague         | France                           | Défenseur         | 27/05/1990        | 2014-2016, 2017-2018 | 82 (77)           | 4    | 14     | 1      |
| Jérôme Mézine         | France                           | Milieu de terrain | 28/06/1984        | 2010-2013            | 87 (0)            | 40   | 10     | 1      |
| Julian Michel         | France                           | Milieu de terrain | 19/02/1992        | 2013-2016            | 98 (76)           | 12   | 16     | 0      |
| Vincent Milito        | France                           | Milieu de terrain | 18/06/1988        | 2009-2010            | 25 (0)            | 1    | 2      | 1      |
| Farouk Miya           | Ouganda                          | Milieu de terrain | 26/11/1997        | 2017                 | 3 (3)             | 0    | 0      | 0      |
| Dimitri Mohamed       | France                           | Milieu de terrain | 10/06/1989        | 2012-...             | 159 (107)         | 10   | 8      | 0      |
| Yassine Mohamed       | France                           | Défense           | 4/04/1996         | 2013-2014            | 0 (0)             | 0    | 0      | 0      |
| Sébastien Monier      | France                           | Milieu de terrain | 15/06/1984        | 2011-2013            | 13 (0)            | 0    | 2      | 0      |
| Pieterjan Monteyne    | Belgique                         | Défenseur         | 1/01/1983         | 2014-2015            | 29 (29)           | 0    | 7      | 1      |
| Sébastien Montuelle   | France                           | Gardien de but    | 4/11/1978         | 2009-2013            | 90 (0)            | 0    | 6      | 1      |
| Lucas Morales         | Belgique                         | Défenseur         | 14/06/1999        | 2017-...             | 0 (0)             | 0    | 0      | 0      |
| Pedro Morjean         | Belgique                         | Milieu de terrain | 28/04/1987        | 2011-2012            | 8 (0)             | 1    | 0      | 0      |
| Aland Motte           | Belgique                         | Défenseur         | 6/07/1984         | 2004-2009            | 106 (0)           | 7    | 5      | 1      |
| Zakaria M'Sila        | Maroc                            | Milieu de terrain | 6/04/1992         | 2012-2013            | 5 (0)             | 0    | 2      | 0      |
| Fejsal Mulić          | Serbie                           | Attaquant         | 3/10/1994         | 2016-2017            | 17 (17)           | 1    | 0      | 2      |
| Fiston Mwika Mula     | Belgique                         | Défenseur         | 7/12/1987         | 2006-2012            | 86 (0)            | 0    | 15     | 0      |

## N
| Joueur           | Nationalité | Position          | Date de naissance | Période(s) | Matches (dont D1) | Buts | Jaunes | Rouges |
| ---------------- | ----------- | ----------------- | ----------------- | ---------- | ----------------- | ---- | ------ | ------ |
| Luca Napoleone   | Belgique    | Milieu de terrain | 30/09/1993        | 2018-...   | 0 (0)             | 0    | 0      | 0      |
| Melvin Neves     | France      | Milieu de terrain | 23/02/1996        | 2015-2017  | 1 (1)             | 0    | 0      | 0      |
| Claude Ngantchea | Cameroun    | Gardien de but    | 10/08/1986        | 2010-2011  | 1 (0)             | 0    | 0      | 0      |
| Aristote Nkaka   | Belgique    | Milieu de terrain | 27/03/1996        | 2015-2017  | 41 (40)           | 2    | 14     | 0      |
| Raël Nzeza       | France      | Défenseur         | 5/06/1999         | 2017-...   | 0 (0)             | 0    | 0      | 0      |

## O
| Joueur              | Nationalité | Position          | Date de naissance | Période(s) | Matches (dont D1) | Buts | Jaunes | Rouges |
| ------------------- | ----------- | ----------------- | ----------------- | ---------- | ----------------- | ---- | ------ | ------ |
| Dominic Oduro       | Ghana       | Défenseur         | 23/01/1995        | 2014       | 1 (0)             | 0    | 0      | 0      |
| Fabrice Olinga      | Cameroun    | Milieu de terrain | 12/05/1996        | 2015-...   | 54 (52)           | 1    | 6      | 0      |
| Christopher Ombessa | Belgique    | Milieu de terrain | 24/12/1992        | 2008-2010  | 10 (0)            | 0    | 2      | 0      |
| Shane O'Neill       | États-Unis  | Défenseur         | 2/09/1993         | 2015       | 0 (0)             | 0    | 0      | 0      |
| Heidi Oudina        | France      | Milieu de terrain | 10/09/1986        | 2008-2009  | 0 (0)             | 0    | 0      | 0      |
| Alexandre Oukidja   | France      | Gardien de but    | 19/07/1988        | 2012-2014  | 64 (0)            | 0    | 8      | 2      |
| Mustapha Oussalah   | Maroc       | Défenseur         | 19/02/1982        | 2015-2016  | 28 (27)           | 1    | 4      | 1      |
| Rachid Ouyed        | Belgique    | ?                 | 23/04/1981        | 2005-2006  | 26 (0)            | 4    | 1      | 0      |

## P
| Joueur               | Nationalité | Position          | Date de naissance | Période(s) | Matches (dont D1) | Buts | Jaunes | Rouges |
| -------------------- | ----------- | ----------------- | ----------------- | ---------- | ----------------- | ---- | ------ | ------ |
| Antun Palić          | Croatie     | Milieu de terrain | 25/06/1988        | 2017       | 4 (3)             | 0    | 0      | 0      |
| Marko Pavlovski      | Serbie      | Milieu de terrain | 7/02/1994         | 2015       | 4 (3)             | 0    | 0      | 0      |
| Sébastien Pennacchio | France      | Milieu de terrain | 1/02/1983         | 2013-2015  | 26 (15)           | 0    | 7      | 1      |
| Nicolas Perez        | France      | Attaquant         | 26/10/1990        | 2013-2015  | 21 (8)            | 6    | 2      | 0      |
| Clément Petit        | Belgique    | Attaquant         | 11/01/1998        | 2018       | 9 (9)             | 0    | 2      | 0      |
| Maurizio Petruzzella | Belgique    | Attaquant         | 25/08/1981        | 2004-2006  | 38 (0)            | 12   | 0      | 0      |
| Thibault Peyre       | France      | Défenseur         | 3/10/1992         | 2013-2017  | 65 (63)           | 2    | 14     | 0      |
| Stéphane Pichot      | France      | Défenseur         | 2/09/1976         | 2011-2014  | 84 (0)            | 2    | 16     | 3      |
| Frantzdy Pierrot     | Haïti       | Attaquant         | 29/03/1995        | 2018-...   | 0 (0)             | 0    | 0      | 0      |
| Rémi Platel          | France      | Attaquant         | 15/01/1990        | 2011-2012  | 1 (0)             | 0    | 0      | 0      |
| Romain Pollet        | Belgique    | Défenseur         | 13/04/1988        | 2006-2007  | 1 (0)             | 0    | 0      | 0      |
| Christophe Préseaux  | Belgique    | Défenseur         | 3/09/1980         | 2010-2011  | 18 (0)            | 2    | 2      | 0      |
| Vincent Provoost     | Belgique    | Milieu de terrain | 7/02/1984         | 2011-2014  | 84 (0)            | 4    | 6      | 0      |

## R
| Joueur          | Nationalité | Position       | Date de naissance | Période(s) | Matches (dont D1) | Buts | Jaunes | Rouges |
| --------------- | ----------- | -------------- | ----------------- | ---------- | ----------------- | ---- | ------ | ------ |
| Thibaut Rausin  | Belgique    | Gardien de but | 3/05/1993         | 2015-2016  | 0 (0)             | 0    | 0      | 0      |
| Mathias Real    | Belgique    | Défenseur      | 29/05/1987        | 2004-2008  | 75 (0)            | 2    | 18     | 2      |
| Maxime Real     | Belgique    | ?              | 1/08/1983         | 2004-2005  | 0 (0)             | 0    | 0      | 0      |
| Ronny Rodelin   | France      | Attaquant      | 18/11/1989        | 2014-2015  | 6 (6)             | 1    | 0      | 0      |
| Aurélien Rondia | Belgique    | ?              | 4/10/1985         | 2005-2006  | 0 (0)             | 0    | 0      | 0      |
| Igor Rosier     | France      | Attaquant      | 18/09/1975        | 2004-2007  | 70 (0)            | 45   | 7      | 1      |
| Dorin Rotariu   | Roumanie    | Attaquant      | 29/07/1995        | 2017-2018  | 30 (28)           | 11   | 0      | 0      |
| John Jaïro Ruiz | Costa Rica  | Attaquant      | 10/01/1994        | 2012-2013  | 24 (0)            | 14   | 5      | 1      |
| Cédric Rustin   | Belgique    | ?              | 3/02/1983         | 2004-2006  | 11 (0)            | 0    | 0      | 0      |

## S
| Joueur                | Nationalité        | Position          | Date de naissance | Période(s) | Matches (dont D1) | Buts | Jaunes | Rouges |
| --------------------- | ------------------ | ----------------- | ----------------- | ---------- | ----------------- | ---- | ------ | ------ |
| Rijad Sadiku          | Bosnie-Herzégovine | Défenseur         | 18/01/2000        | 2018-...   | 0 (0)             | 0    | 0      | 0      |
| Bassalia Sakanoko     | Côte d'Ivoire      | Attaquant         | 3/06/1985         | 2007-2008  | 24 (0)            | 8    | 9      | 0      |
| Hossein Sadaghiani    | Iran               | Attaquant         | ??/??/1903        | 1935-1936  | 0 (0)             | 0    | 0      | 0      |
| Baptiste Salembier    | Belgique           | Milieu de terrain | 9/04/1994         | 2013-2014  | 1 (0)             | 0    | 0      | 0      |
| Idrisa Sambú          | Guinée-Bissau      | Attaquant         | 27/03/1998        | 2018-...   | 0 (0)             | 0    | 0      | 0      |
| Alen Šarić-Hodžić     | Croatie            | Gardien de but    | 2/12/1997         | 2016-2017  | 0 (0)             | 0    | 0      | 0      |
| Andrés Sarmiento      | Colombie           | Attaquant         | 15/01/1998        | 2018-...   | 0 (0)             | 0    | 0      | 0      |
| Valéry Saval          | Belgique           | Attaquant         | 8/01/1989         | 2008-2010  | 16 (0)            | 2    | 3      | 1      |
| Marko Šćepović        | Serbie             | Attaquant         | 23/05/1991        | 2015-2016  | 24 (24)           | 6    | 1      | 0      |
| Edson Seidou          | France             | Défenseur         | 7/10/1991         | 2013-2014  | 0 (0)             | 0    | 0      | 0      |
| Martin Selak          | Belgique           | Défenseur         | 22/06/1995        | 2016-2017  | 2 (2)             | 0    | 0      | 0      |
| Anthony Senni         | Belgique           | Milieu de terrain | 26/11/1987        | 2009-2010  | 24 (0)            | 1    | 5      | 0      |
| Michaël Seoudi        | France             | Milieu de terrain | 13/10/1986        | 2012-2013  | 10 (0)            | 2    | 0      | 0      |
| Giovanni Seynhaeve    | Belgique           | Défenseur         | 21/07/1976        | 2005-2009  | 80 (0)            | 1    | 12     | 2      |
| Thimothy Simal        | Belgique           | Gardien de but    | 2/02/1988         | 2008-2009  | 2 (0)             | 0    | 0      | 0      |
| Stefan Simić          | République tchèque | Défenseur         | 20/01/1995        | 2016-2017  | 32 (30)           | 2    | 3      | 0      |
| Arnaud Souquet        | France             | Défenseur         | 12/02/1992        | 2012-2013  | 13 (0)            | 0    | 3      | 0      |
| Sebastjan Spahiu      | Albanie            | Milieu de terrain | 30/10/1999        | 2017-...   | 8 (8)             | 1    | 1      | 0      |
| Julien Spinelli       | Belgique           | ?                 | 24/10/1981        | 2009-2010  | 32 (0)            | 5    | 5      | 1      |
| Luka Stojanović       | Serbie             | Milieu de terrain | 4/01/1994         | 2016-2017  | 30 (29)           | 4    | 6      | 0      |
| Stéphane Straccialano | Belgique           | Défenseur         | 20/06/1982        | 2009-2010  | 7 (0)             | 0    | 1      | 0      |

## T
| Joueur           | Nationalité | Position          | Date de naissance | Période(s) | Matches (dont D1) | Buts | Jaunes | Rouges |
| ---------------- | ----------- | ----------------- | ----------------- | ---------- | ----------------- | ---- | ------ | ------ |
| Kevin Tapoko     | France      | Attaquant         | 13/04/1994        | 2016       | 1 (1)             | 0    | 1      | 0      |
| Josselin Thibaut | Belgique    | ?                 | 26/05/1985        | 2005-2009  | 82 (0)            | 1    | 10     | 5      |
| Mickaël Tirpan   | Belgique    | Défenseur         | 23/10/1993        | 2015-2017  | 38 (37)           | 0    | 7      | 0      |
| Adama Traore     | Mali        | Milieu de terrain | 28/06/1995        | 2014       | 2 (0)             | 0    | 1      | 0      |
| Marvin Turcan    | France      | Attaquant         | 21/11/1990        | 2009-2015  | 98 (0)            | 16   | 12     | 1      |
| Nicolas Tzanos   | Belgique    | ?                 | 12/10/1985        | 2006-2007  | 0 (0)             | 0    | 0      | 0      |

## U
| Joueur       | Nationalité | Position          | Date de naissance | Période(s) | Matches (dont D1) | Buts | Jaunes | Rouges |
| ------------ | ----------- | ----------------- | ----------------- | ---------- | ----------------- | ---- | ------ | ------ |
| Joris Urbain | Belgique    | Milieu de terrain | 28/09/1993        | 2011-2013  | 3 (0)             | 0    | 0      | 0      |

## V
| Joueur                | Nationalité | Position          | Date de naissance | Période(s) | Matches (dont D1) | Buts | Jaunes | Rouges |
| --------------------- | ----------- | ----------------- | ----------------- | ---------- | ----------------- | ---- | ------ | ------ |
| Luigi Vaccaro         | Belgique    | Attaquant         | 26/03/1991        | 2015-2017  | 21 (19)           | 2    | 6      | 0      |
| Benjamin Van Durmen   | Belgique    | Milieu de terrain | 20/03/1997        | 2014-...   | 28 (27)           | 2    | 7      | 0      |
| Florentin Van Roy     | Belgique    | Défenseur         | 2/05/1995         | 2012-2014  | 1 (0)             | 0    | 0      | 0      |
| Kevin Vande Walle     | Belgique    | ?                 | 28/12/1989        | 2006-2010  | 54 (0)            | 3    | 15     | 1      |
| Kévin Vandendriessche | France      | Milieu de terrain | 7/08/1989         | 2012-2015  | 85 (29)           | 10   | 14     | 1      |
| Jonas Vandewalle      | Belgique    | ?                 | 19/12/1992        | 2008-2010  | 1 (0)             | 0    | 0      | 0      |
| David Vannieuwenhuyze | Belgique    | ?                 | 14/09/1988        | 2005-2006  | 0 (0)             | 0    | 0      | 0      |
| Dimitri Velegan       | Belgique    | Milieu de terrain | 2/04/1992         | 2010-2011  | 3 (0)             | 0    | 0      | 0      |
| Claude Vermeersch     | Belgique    | ?                 | 31/12/1946        | 2006-2007  | 1 (0)             | 0    | 0      | 0      |
| Birger Verstraete     | Belgique    | Milieu de terrain | 16/04/1994        | 2014-2015  | 8 (8)             | 1    | 1      | 0      |
| Valentín Viola        | Argentine   | Attaquant         | 28/08/1991        | 2016       | 24 (23)           | 2    | 4      | 0      |
| Saverio Vitelli       | Belgique    | Milieu de terrain | 23/04/1983        | 2004-2010  | 103 (0)           | 5    | 9      | 1      |
| Mërgim Vojvoda        | Kosovo      | Défenseur         | 1/02/1995         | 2016-...   | 64 (61)           | 1    | 12     | 0      |

## W
| Joueur          | Nationalité | Position          | Date de naissance | Période(s) | Matches (dont D1) | Buts | Jaunes | Rouges |
| --------------- | ----------- | ----------------- | ----------------- | ---------- | ----------------- | ---- | ------ | ------ |
| Omar Wade       | Sénégal     | Attaquant         | 15/05/1990        | 2012-2013  | 5 (0)             | 0    | 1      | 0      |
| Benjamin Wérion | Belgique    | Milieu de terrain | 10/02/1985        | 2005-2007  | 6 (0)             | 0    | 1      | 0      |
| Olivier Werner  | Belgique    | Gardien de but    | 16/04/1985        | 2018-...   | 10 (10)           | 0    | 0      | 0      |
| Laurent Wuillot | Belgique    | Défenseur         | 11/07/1975        | 2005-2009  | 79 (0)            | 6    | 17     | 3      |

### Sources
- (nl) « Liste des joueurs du club », sur Belgian Soccer Database (R. RC Peruwelz)
- (nl) « Liste des joueurs du club », sur Belgian Soccer Database (R. Mouscron-Peruwelz)
- (nl) « Liste des joueurs du club », sur Belgian Soccer Database (R. Excel Mouscron)
- (en) Fiche du club sur WorldFootball